# Mecopoda macassariensis
Mecopoda macassariensis är en insektsart som först beskrevs av Wilhem de Haan 1842.  Mecopoda macassariensis ingår i släktet Mecopoda och familjen vårtbitare. Inga underarter finns listade i Catalogue of Life.